# Shawty Lo
Shawty Lo (* 31. März 1976 in Atlanta, Georgia als Carlos Walker; † 21. September 2016 ebenda) war ein US-amerikanischer Rapper.

## Leben
Carlos wuchs in Atlanta auf und wurde in den USA bekannt als Mitglied der Gruppe D4L, mit der er im Januar 2006 mit der Single Laffy Taffy sogar Platz 1 der Single-Charts erreichte.
Außerhalb der USA wurde er 2008 besonders durch seinen Beef mit dem Rapper T.I. bekannt.
Im Februar 2008 erschien sein Solo-Debütalbum Units in the City, sein zweites Album Carlos sollte 2009 erscheinen.

## Tod
Am frühen Morgen des 21. Septembers 2016 verstarb Shawty Lo bei einem Autounfall in Fulton County, Georgia. Gegen 2:20 Uhr durchschlug sein Auto eine Leitplanke, kollidierte mit zwei Bäumen und fing Feuer. Er erlag noch am Unfallort seinen Verletzungen.
2017 erschien postum mit R.I.C.O. ein weiteres Album.

## Diskografie
Alben:
- 2008 Units in the City
- 2017 R.I.C.O.

Singles
- 2008 Dey Know
- 2008 Dunn Dunn
- 2008 Foolish Remix (feat. DJ Khaled, Birdman, Rick Ross und Jim Jones)
- 2009 Supplier (feat. Trey Songz und Lil Wayne)